# Ichthyophis biangularis
Ichthyophis biangularis — вид червуг роду рибозмій (Ichthyophis) родини рибозміїв (Ichthyophiidae). Ендемік Малайзії.

## Поширення
Вид поширений на заході малазійського штату Сабах на півночі острова Калімантан. Тривалий час вид був відомий з єдиного зразка, який зібрав у 1872 році Альфред Гарт Еверетт на схилах гори Матанг. Нові зразки зібрані у 2009 році неподалік типової місцевості у Національному парку Кубах. Крім того, одна личинка зібрана у тому ж регіоні та ідентифікована як ймовірний Ichthyophis biangularis за допомогою генетичних методів.

## Опис
Загальна довжина голотипу Ichthyophis biangularis становить 258 мм, включаючи хвіст 5,8 мм. Тіло має ширину 9,8 мм. Забарвлення чорнувате, знизу з жовтою бічною лінією. Око тьмяно чітке, навколо нього трохи світліше кільце.